# Joe Meriweather
Joe C. Meriweather (ur. 26 października 1953 w Phenix City, zm. 13 października 2013 w Columbus) – amerykański koszykarz, występujący na pozycjach skrzydłowego oraz środkowego, trener koszykarski.

## Osiągnięcia
College
- Zaliczony do:
  - V składu All-American (1975 przez NABC)[1]
  - składu stulecia Saluki Athletics Men's Basketball (2013)[2]
  - Galerii Sław Sportu Saluki[2]

NBA
- Wybrany do I składu debiutantów NBA (1976)[3]

Inne
- Finalista :
  - Pucharu Saporty (1988)
  - Superpucharu Hiszpanii (1987)

Reprezentacja
- Mistrz igrzysk panamerykańskich (1975)[4]
- Brązowy medalista mistrzostw świata (1974)[5]